# 古川伝一
古川 伝一（ふるかわ でんいち、1897年（明治30年）10月20日 - 1967年（昭和42年）1月7日）は、福島県勿来市（現・いわき市）長。

## 来歴
福島県石城郡鮫川村（のち植田町→勿来市、現・いわき市）出身。酒造業を営み、その傍ら、地方自治に参加し、福島県議会議員、植田町長、勿来市長を歴任した。植田町は1955年に合併により、勿来市となり、合併後の市長選挙に立候補して当選した。鮫川の水利開発に力を入れ、また、常磐地区の低品位石炭の利用を主張し、常磐共同火力発電所の開設を基礎づけた。勿来市長は1期務め、いわき市誕生後の1967年に死去した。